# Chika Umino
Chika Umino (jap. 羽海野 チカ, Umino Chika; * 30. August 1966 in der Präfektur Tokio, Japan) ist eine japanische Manga-Zeichnerin.
Nachdem sie als Designerin und Illustratorin gearbeitet hatte, veröffentlichte sie 2000 ihren ersten Comic als professionelle Zeichnerin im Manga-Magazin Cutie Comic. Dieses Debütwerk war die erste Episode ihrer Manga-Serie Honey and Clover, in der es um das Liebes- und Alltagsleben von fünf befreundeten Kunststudenten geht. Die Comicserie wechselte 2001 von CUTiE Comic ins auflagenstärkere Young You und nach dessen Einstellung ins Chorus, in dem sie 2006 abgeschlossen wurde.
Honey and Clover wurde für Umino zum Durchbruch. Sie gewann für den etwa 1700-seitigen Manga 2003 den Kōdansha-Manga-Preis und war 2004 für den Osamu-Tezuka-Kulturpreis nominiert. Die zehn Buchveröffentlichungen, die auch in mehrere Sprachen übersetzt wurden, verkauften sich in Japan über acht Millionen Mal. Es folgten Verfilmungen als Anime und als Realfilm.
Seit Juli 2007 läuft im zweiwöchentlichen Magazin Young Animal ihre neue romantische Serie 3-gatsu no Lion über Shōgi-Spieler. Während die Magazine, in denen Honey and Clover veröffentlicht wurde, sich vorwiegend an eine weibliche Leserschaft richteten, ist Young Animal für erwachsene Männer konzipiert. Im Jahr 2011 wurde sie für diese Serie zusammen mit Chūya Koyama für Uchū Kyōdai mit dem Kōdansha-Manga-Preis in der allgemeinen Kategorie ausgezeichnet sowie 2012 für den Osamu-Tezuka-Kulturpreis nominiert.

## Werke
- Honey and Clover (ハチミツとクローバー, Hachimitsu to Kurōbā), 2000–2006
- 3-gatsu no Lion (3月のライオン, 3-gatsu no Raion), seit 2007